# Station Castellbisbal
Castellbisbal is een station van de Rodalies Barcelona, aan lijn 4. Het is gelegen in de gelijknamige plaats. Passagiers kunnen gebruikmaken van de parkeerplaats.

## Lijnen
| Eindbestemming                                | Vorig station | Lijn | Volgend station | Eindbestemming   |
| --------------------------------------------- | ------------- | ---- | --------------- | ---------------- |
| Sant Vicenç de Calders Vilafranca del Penedès | Martorell     |      | El Papiol       | Terrassa Manresa |